# Карпенцано, Андреа
Андреа Карпенцано (итал. Andrea Carpenzano; род. 24 августа 1995, Луго) — итальянский актёр кино.

## Биография
Родился в 1995 году в городе Луго, в провинции Равенна в центральной Италии, рос и учился в Риме.
В кино Андреа Карпенцано попал случайно: в 2015 году он согласился сопровождать друга на прослушивание на второстепенную роль в фильме «Случайные друзья» (оригинальное итальянское название «Tutto quello che vuoi»), но в результате режиссёр фильма Франческо Бруни предложил ему главную роль. Фильм, посвящённый неожиданной дружбе не слишком образованного уличного парня с пожилым интеллектуалом и поэтом, которого сыграл почти 86-летний актёр Джулиано Монтальдо, работающий в кино с начала 1950-х годов, привлёк внимание итальянской публики и критики. Карпенцано, которому в тот момент было 19-20 лет, не имевший до этого опыта съёмок в кино, и сразу получивший главную роль, совершенно не терялся в дуэте с маститым пожилым актёром.
В итоге, за фильмом «Случайный друзья», последовали другие, где Карпенцано получил также главные роли. В криминальной драме в стилистике авторского кино «Один шанс на всю жизнь» (итал. «La terra dell'abbastanza» он сыграл парня с городских окраин Рима, которого нелепая случайность приводит в банду. В фильме «Чемпион» (итал. «Il campione» — избалованного молодого футболиста, которому, для продолжения обучения, владелец команды нанимает страдающего депрессией репетитора со своеобразным подходом к образованию. В фильме «Романтический гид по потерянным местам» (итал. «Guida romantica a posti perduti») Карпенцано появляется в роли второго плана.
На конец 2021 года запланирован выход четвёртого фильма с Карпенцано в главной роли — «Lovely Boy», где актёру была снова предложена роль немного запутавшегося в себе молодого героя.
Также Карпенцано появился в 2018 году в роли второго плана в сериале «Незрелые» (итал. «Immaturi»).
За свои актёрские работы Карпенцано получил призы на нескольких итальянских кинофестивалях, среди которых следует отметить фестиваль «Серебряная лента». Созданные им образы молодых итальянцев весьма отличаются от традиционных представлений об этой стране. Герои Карпенцано обычно имеют отчётливо «неформальную» внешность — серьги, длинные, иногда крашенные волосы, вызывающую одежду, не демонстрируют никакого интереса к религиозности, и при этом являются выходцами из городских низов, комфортно чувствующими себя в мире профессионального криминала. Бросающаяся в глаза необразованность персонажей Карпенцано, играющая ключевую роль в сюжетах таких фильмов, как «Случайные друзья» и «Чемпион», сочетается с их способностью к эмпатии, умом, обучаемостью (если был найден к ним подходящий подход), склонностью к сложным внутренним переживаниям. Метросексуальная внешность его героев, заметная даже в криминальной драме «Один шанс на всю жизнь», сочетается в них с энергией и способностью подчинять окружающих своему влиянию.

## Фильмография
| Год  |   | Русское название                       | Оригинальное название              | Роль           |
| ---- | - | -------------------------------------- | ---------------------------------- | -------------- |
| 2016 | ф | Случайные друзья                       | it:Tutto quello che vuoi           | Алессандро     |
| 2018 | ф | Один шанс на всю жизнь                 | it:La terra dell'abbastanza        | Маноло         |
| 2018 | с | Незрелые                               | Immaturi                           | Савино Фероне  |
| 2019 | ф | Чемпион                                | Il campione                        | Кристиан Ферро |
| 2020 | ф | Романтический гид по потерянным местам | it:Guida romantica a posti perduti | Мишель         |
| 2021 | ф | Lovely Boy                             | it:Lovely Boy                      | Ник            |

## Награды и номинации
| Награды и номинации                | Награды и номинации | Награды и номинации                        | Награды и номинации | Награды и номинации | Награды и номинации |
| Награда                            | Год                 | Категория                                  | Номинант            | Результат           |                     |
| ---------------------------------- | ------------------- | ------------------------------------------ | ------------------- | ------------------- | ------------------- |
| «Серебряная лента»                 | 2017                | Премия Гульельмо Бираги, Особое упоминание | «Случайные друзья»  | Победа              |                     |
| Международной кинофестиваль в Бари | 2017                | Лучший молодой актёр                       | «Случайные друзья»  | Победа              |                     |
| Кинофестиваль Туския               | 2019                | Премия «Pipolo Tuscia Cinema»              | «Чемпион»           | Победа              |                     |
| «Серебряная лента»                 | 2019                | Лучшая мужская роль                        | «Чемпион»           | Номинация           |                     |